# Kis koapinty
A kis koapinty (Rhodacanthis flaviceps) a madarak osztályának verébalakúak (Passeriformes) rendjébe és a pintyfélék (Fringillidae) családjába tartozó kihalt faj.

## Előfordulása
A Hawaii-szigetek  területén élt. 1891-ben halt ki.

## Megjelenése
Tollazata zöld volt az egész testén. A hímek feje halvány sárga volt.

## Kihalása
A betelepített állatok okozhatták kihalását.